# Campylaspis pacifica
Campylaspis pacifica is een zeekommasoort uit de familie van de Nannastacidae. De wetenschappelijke naam van de soort is voor het eerst geldig gepubliceerd in 1886 door Sars.